# گارد ساحلی چین
گارد ساحلی چین (انگلیسی: China Coast Guard) شاخه خدمات امنیت دریایی، جستجو و نجات و اجرای قانون پلیس مسلح خلق چین است. گارد ساحلی چین یک نیروی ژاندارمری مسلح (از نوع سپاه) است و قایق‌های آن مسلح هستند. گارد ساحلی چین در سال ۲۰۱۹ تأسیس شد و هم‌اکنون بیش از ۱۶ هزار نیرو در اختیار دارد.
بین سال‌های ۲۰۱۳ تا ۲۰۲۳، گارد ساحلی چین در مجموع بیش از ۹ هزار تن مواد مخدر، ۲۱ میلیارد یوان کالای قاچاق و ۱۲ میلیون تن شن و ماسه دزدی را توقیف کرد. ستاد فرماندهی گارد ساحلی چین در پکن قرار دارد. 